# Paliolla templadoi
Paliolla templadoi (Ortea, 1989) è un mollusco nudibranchio della famiglia Polyceridae.